# Аловера
Аловера (ісп. Alovera) — муніципалітет в Іспанії, у складі автономної спільноти Кастилія-Ла-Манча, у провінції Гвадалахара. Населення — 11 306 осіб (2010).
Муніципалітет розташований на відстані близько 43 км на північний схід від Мадрида, 7 км на південний захід від Гвадалахари.

## Демографія
Динаміка населення (INE ):

## Галерея зображень

Розташування муніципалітету у провінції Гвадалахара